# Іван Додіг
Іван Додіг (хорв. Ivan Dodig) — хорватський тенісист, переможець Відкритого чемпіонату Франції з тенісу в парному та змішаному парному розрядах, переможець Відкритого чемпіонату Австралії в праному розряді, чемпіон Вімблдону в міксті, фіналіст Кубка Девіса в складі збірної Хорватії.
Додіг народився в хорватській частині Боснії та Герцеговини. З 2008 року він змінив громадянство на хорватське.
Він досягав 29 позиції в рейтингу ATP в одиночному розряді, але найбільших успіхів добився в парній грі. Зокрема, разом із бразильцем Марсело Мело він виграв Відкритий чемпіонат Франції 2015 року, а разом із Латішою Чжань — Відкритий чемпіонат Франції 2018 року в міксті.
Марсело Мело є постійним партнером Додіга в парній грі, але виступаючи за Хорватію Додіг грає з Марином Чиличом. На Лондонській олімпіаді 2012 року хорватська пара дійшла до чвертьфіналу, а в розіграші Кубка Девіса 2016 року в фіналі хорвати грали з аргентинцями. Пара Додіг/Чилич виграла свою гру, але загалом хорвати поступилися 2-3.
У змішаному парному розряді Додіг грав із Санею Мірзою і двічі зазнавав поразки в фіналах турнірів Великого шлему, а от на Відкритому чемпіонаті Франції 2018 він грав із Латішою Чжань і цього разу виграв турнір. На Ролан Гарросі 2019 вони відстояли титул. Разом із Чжань Додіг також виграв Вімблдон 2019.

## Значні фінали

### Фінали турнірів Великого шлему

#### Пари: 2 (1 титул)
| Результат | Рік  | Турнір      | Поверхня | Партнер      | Супротивники         | Рахунок                 |
| --------- | ---- | ----------- | -------- | ------------ | -------------------- | ----------------------- |
| Поразка   | 2013 | Wimbledon   | Трава    | Марсело Мело | Боб Браян Майк Браян | 6–3, 3–6, 4–6, 4–6      |
| Перемога  | 2015 | French Open | Ґрунт    | Марсело Мело | Боб Браян Майк Браян | 6–7(5–7), 7–6(7–5), 7–5 |

#### Мікст: 5 (3 титули)
| Результат | Рік  | Турнір          | Поверхня | Партнерка    | Супротивники                        | Рахунок               |
| --------- | ---- | --------------- | -------- | ------------ | ----------------------------------- | --------------------- |
| Поразка   | 2016 | French Open     | Ґрунт    | Саня Мірза   | Мартіна Хінгіс Леандер Паес         | 6–4, 4–6, [8–10]      |
| Поразка   | 2017 | Australian Open | Хард     | Саня Мірза   | Абігейл Спірс Хуан Себастьян Кабаль | 2–6, 4–6              |
| Перемога  | 2018 | French Open     | Ґрунт    | Латіша Чжань | Габріела Дабровскі Мате Павич       | 6–1, 6–7(5–7), [10–8] |
| Перемога  | 2019 | French Open     | Ґрунт    | Латіша Чжань | Габріела Дабровскі Мате Павич       | 6-2, 7-6(7-5)         |
| Перемога  | 2019 | Wimbledon       | Трава    | Латіша Чжань | Олена Остапенко Роберт Ліндстедт    | 6–2, 6–3              |

### Підсумкові турніри року

#### Пари: 1 фінал
| Результат | Рік  | Турнір                        | Поверхня | Партнер      | Супртивники          | Рахунок                 |
| --------- | ---- | ----------------------------- | -------- | ------------ | -------------------- | ----------------------- |
| Поразка   | 2014 | ATP World Tour Finals, London | Хард (i) | Марсело Мело | Боб Браян Майк Браян | 7–6 (7–5) , 2–6, [7–10] |

### Фінали Masters 1000

#### Пари: 9 (4 титули)
| Результат | Рік  | Турнір              | Поверхня | Партнер            | Супротивники                    | Рахунок                    |
| --------- | ---- | ------------------- | -------- | ------------------ | ------------------------------- | -------------------------- |
| Перемога  | 2013 | Shanghai Masters    | Хард     | Марсело Мело       | Давід Марреро Фернандо Вердаско | 7–6(7–2), 6–7(6–8), [10–2] |
| Поразка   | 2014 | Monte-Carlo Masters | Ґрунт    | Марсело Мело       | Боб Браян Майк Браян            | 3–6, 6–3, [8–10]           |
| Поразка   | 2014 | Canadian Open       | Хард     | Марсело Мело       | Александр Пея Бруно Соарес      | 4–6, 3–6                   |
| Перемога  | 2015 | Paris Masters       | Хард (i) | Марсело Мело       | Вашек Поспішил Джек Сок         | 2–6, 6–3, [10–5]           |
| Перемога  | 2016 | Canadian Open (2)   | Хард     | Марсело Мело       | Джеймі Маррей Бруно Соарес      | 6–4, 6–4                   |
| Перемога  | 2016 | Мастерс Цинциннаті  | Хард     | Марсело Мело       | Жан-Жульєн Роєр Горія Текеу     | 7–6(7–5), 6–7(5–7), [10–6] |
| Поразка   | 2017 | Italian Open        | Ґрунт    | Марсель Гранольєрс | П'єр-Юг Ербер Ніколя Маю        | 6–4, 4–6, [3–10]           |
| Поразка   | 2017 | Canadian Open       | Хард     | Роган Бопанна      | П'єр-Юг Ербер Ніколя Маю        | 4–6, 6–3, [6–10]           |
| Поразка   | 2017 | Paris Masters (2)   | Хард (i) | Марсель Гранольєрс | Лукаш Кубот Марсело Мело        | 6–7(3–7), 6–3, [6–10]      |

## Фінали турнірів ATP

### Одиночний розряд: 2 (1 титул, 1 поразка)
| Легенда                       |
| ----------------------------- |
| Турніри Великого шолома (0–0) |
| ATP World Tour Фінали (0–0)   |
| Тур ATP Мастерс 1000 (0–0)    |
| Тур ATP 500 (0–0)             |
| Тур ATP 250 (1–1)             |

| Фінали за покриттям |
| ------------------- |
| Тверде (1–0)        |
| Ґрунт (0–0)         |
| Трава (0–1)         |

| Фінали за умовами |
| ----------------- |
| Під небом (0–1)   |
| У залі (1–0)      |

| Результат | В-П | Дата     | Турнір                                         | Tier       | Покриття   | Опонент         | Рахунок  |
| --------- | --- | -------- | ---------------------------------------------- | ---------- | ---------- | --------------- | -------- |
| Перемога  | 1–0 | Лют 2011 | Zagreb Indoors, Хорватія                       | 250 Series | Тверде (i) | Міхаель Беррер  | 6–3, 6–4 |
| Поразка   | 1–1 | Чер 2011 | Rosmalen Grass Court Championships, Нідерланди | 250 Series | Трава      | Дмитро Турсунов | 3–6, 2–6 |

### Парний розряд: 54 (24 титули, 30 поразок)
| Легенда                       |
| ----------------------------- |
| Турніри Великого шолома (3–2) |
| ATP World Tour Фінали (0–1)   |
| Тур ATP Мастерс 1000 (6–7)    |
| Summer Olympics (0–1)         |
| Тур ATP 500 (9–6)             |
| Тур ATP 250 (6–13)            |

| Фінали за покриттям |
| ------------------- |
| Тверде (16–21)      |
| Ґрунт (7–5)         |
| Трава (1–4)         |

| Фінали за умовами |
| ----------------- |
| Під небом (18–22) |
| У залі (6–8)      |

| Результат | В-П   | Дата     | Турнір                                            | Tier         | Покриття   | Партнер             | Опоненти                             | Рахунок                    |
| --------- | ----- | -------- | ------------------------------------------------- | ------------ | ---------- | ------------------- | ------------------------------------ | -------------------------- |
| Поразка   | 0–1   | Лют 2012 | Zagreb Indoors, Хорватія                          | 250 Series   | Тверде (i) | Мате Павич          | Маркос Багдатіс Михайло Южний        | 2–6, 2–6                   |
| Поразка   | 0–2   | Лют 2012 | U.S. National Indoor Championships, US            | 500 Series   | Тверде (i) | Марсело Мело        | Максим Мирний Деніел Нестор          | 6–4, 5–7, [7–10]           |
| Поразка   | 0–3   | Лют 2013 | Zagreb Indoors, Хорватія                          | 250 Series   | Тверде (i) | Мате Павич          | Юліан Ноул Філіп Полашек             | 3–6, 3–6                   |
| Поразка   | 0–4   | Лип 2013 | Вімблдонський турнір, UK                          | Grand Slam   | Трава      | Марсело Мело        | Боб Браян Майк Браян                 | 6–3, 3–6, 4–6, 4–6         |
| Перемога  | 1–4   | Жов 2013 | Мастерс Шанхай, КНР                               | Masters 1000 | Тверде     | Марсело Мело        | Давід Марреро Фернандо Вердаско      | 7–6(7–2), 6–7(6–8), [10–2] |
| Поразка   | 1–5   | Кві 2014 | Мастерс Монте-Карло, Монако                       | Masters 1000 | Ґрунт      | Марсело Мело        | Боб Браян Майк Браян                 | 3–6, 6–3, [8–10]           |
| Поразка   | 1–6   | Сер 2014 | Мастерс Канада, Канада                            | Masters 1000 | Тверде     | Марсело Мело        | Александер Пея Бруно Соарес          | 4–6, 3–6                   |
| Поразка   | 1–7   | Жов 2014 | Japan Open, Японія                                | 500 Series   | Тверде     | Марсело Мело        | П'єр-Юг Ербер Міхал Пшисєнжний       | 3–6, 7–6(7–3), [5–10]      |
| Поразка   | 1–8   | Лис 2014 | Фінал ATP, UK                                     | Tour Фінали  | Тверде (i) | Марсело Мело        | Боб Браян Майк Браян                 | 7–6(7–5), 2–6, [7–10]      |
| Перемога  | 2–8   | Бер 2015 | Abierto Mexicano TELCEL, Мексика                  | 500 Series   | Тверде     | Марсело Мело        | Маріуш Фирстенберг Сантьяго Гонсалес | 7–6(7–2), 5–7, [10–3]      |
| Перемога  | 3–8   | Чер 2015 | Відкритий чемпіонат Франції з тенісу, Франція     | Grand Slam   | Ґрунт      | Марсело Мело        | Боб Браян Майк Браян                 | 6–7(5–7), 7–6(7–5), 7–5    |
| Поразка   | 3–9   | Сер 2015 | Washington Open, US                               | 500 Series   | Тверде     | Марсело Мело        | Боб Браян Майк Браян                 | 4–6, 2–6                   |
| Перемога  | 4–9   | Лис 2015 | Мастерс Париж, Франція                            | Masters 1000 | Тверде (i) | Марсело Мело        | Вашек Поспішил Джек Сок              | 2–6, 6–3, [10–5]           |
| Поразка   | 4–10  | Чер 2016 | Nottingham Open, UK                               | 250 Series   | Трава      | Марсело Мело        | Домінік Інглот Деніел Нестор         | 5–7, 6–7(4–7)              |
| Перемога  | 5–10  | Сер 2016 | Canadian Open, Канада                             | Masters 1000 | Тверде     | Марсело Мело        | Джеймі Маррей Бруно Соарес           | 6–4, 6–4                   |
| Перемога  | 6–10  | Сер 2016 | Мастерс Цинциннаті, US                            | Masters 1000 | Тверде     | Марсело Мело        | Жан-Жульєн Роєр Горія Текеу          | 7–6(7–5), 6–7(5–7), [10–6] |
| Перемога  | 7–10  | Лют 2017 | Rotterdam Open, Нідерланди                        | 500 Series   | Тверде (i) | Марсель Гранольєрс  | Веслі Колгоф Матве Мідделкоп         | 7–6(7–5), 6–3              |
| Поразка   | 7–11  | Тра 2017 | Мастерс Рим, Італія                               | Masters 1000 | Ґрунт      | Марсель Гранольєрс  | П'єр-Юг Ербер Ніколя Маю             | 6–4, 4–6, [3–10]           |
| Перемога  | 8–11  | Лип 2017 | Hamburg European Open, Німеччина                  | 500 Series   | Ґрунт      | Мате Павич          | Пабло Куевас Марк Лопес Таррес       | 6–3, 6–4                   |
| Поразка   | 8–12  | Сер 2017 | Canadian Open, Канада                             | Masters 1000 | Тверде     | Роган Бопанна       | П'єр-Юг Ербер Ніколя Маю             | 4–6, 6–3, [6–10]           |
| Перемога  | 9–12  | Жов 2017 | Swiss Indoors, Швейцарія                          | 500 Series   | Тверде (i) | Марсель Гранольєрс  | Фабріс Мартен Едуар Роже-Васслен     | 7–5, 7–6(8–6)              |
| Поразка   | 9–13  | Лис 2017 | Paris Masters, Франція                            | Masters 1000 | Тверде (i) | Марсель Гранольєрс  | Лукаш Кубот Марсело Мело             | 6–7(3–7), 6–3, [6–10]      |
| Перемога  | 10–13 | Тра 2018 | BMW Open, Німеччина                               | 250 Series   | Ґрунт      | Ражів Рам           | Нікола Мектич Александер Пея         | 6–3, 7–5                   |
| Поразка   | 10–14 | Тра 2018 | Geneva Open, Швейцарія                            | 250 Series   | Ґрунт      | Ражів Рам           | Олівер Марах Мате Павич              | 6–3, 6–7(3–7), [9–11]      |
| Перемога  | 11–14 | Вер 2018 | Chengdu Open, КНР                                 | 250 Series   | Тверде     | Мате Павич          | Остін Крайчек Джіван Недунчежіян     | 6–2, 6–4                   |
| Перемога  | 12–14 | Лют 2019 | Open Sud de France, Франція                       | 250 Series   | Тверде (i) | Едуар Роже-Васселен | Бенжамен Бонзі Антуан Оан            | 6–4, 6–3                   |
| Перемога  | 13–14 | Тра 2019 | ATP Lyon Open, Франція                            | 250 Series   | Ґрунт      | Едуар Роже-Васселен | Кен Скупскі Ніл Скупскі              | 6–4, 6–3                   |
| Поразка   | 13–15 | Чер 2019 | Antalya Open, Туреччина                           | 250 Series   | Трава      | Філіп Полашек       | Джонатан Ерліх Артем Сітак           | 3–6, 4–6                   |
| Перемога  | 14–15 | Сер 2019 | Cincinnati Masters, US (2)                        | Masters 1000 | Тверде     | Філіп Полашек       | Хуан Себастьян Кабаль Роберт Фара    | 4–6, 6–4, [10–6]           |
| Перемога  | 15–15 | Жов 2019 | China Open, КНР                                   | 500 Series   | Тверде     | Філіп Полашек       | Лукаш Кубот Марсело Мело             | 6–3, 7–6(7−4)              |
| Поразка   | 15–16 | Січ 2020 | Adelaide International, Австралія                 | 250 Series   | Тверде     | Філіп Полашек       | Максімо Гонсалес Фабріс Мартен       | 6–7(12–14), 3–6            |
| Поразка   | 15–17 | Вер 2020 | Hamburg European Open, Німеччина                  | 500 Series   | Ґрунт      | Мате Павич          | Джон Пірс (тенісист) Майкл Вінус     | 3–6, 4–6                   |
| Поразка   | 15–18 | Січ 2021 | Antalya Open, Туреччина                           | 250 Series   | Тверде     | Філіп Полашек       | Нікола Мектич Мате Павич             | 2–6, 4–6                   |
| Перемога  | 16–18 | Лют 2021 | Відкритий чемпіонат Австралії з тенісу, Австралія | Grand Slam   | Тверде     | Філіп Полашек       | Ражів Рам Джо Солсбері               | 6–3, 6–4                   |
| Поразка   | 16–19 | Лип 2021 | Теніс на Олімпійських іграх, Японія               | Olympics     | Тверде     | Марин Чилич         | Нікола Мектич Мате Павич             | 6–3, 3–6, [6–10]           |
| Поразка   | 16–20 | Сер 2021 | Winston-Salem Open, США                           | 250 Series   | Тверде     | Остін Крайчек       | Марсело Аревало Матве Мідделкоп      | 7–6(7–5), 5–7, [6–10]      |
| Поразка   | 16–21 | Січ 2022 | Adelaide International, Австралія                 | 250 Series   | Тверде     | Марсело Мело        | Роган Бопанна Рамкумар Раманатхан    | 6–7(6–8), 1–6              |
| Перемога  | 17–21 | Тра 2022 | Lyon Open, Франція (2)                            | 250 Series   | Ґрунт      | Аустін Крайчек      | Максімо Гонсалес Марсело Мело        | 6–3, 6–4                   |
| Поразка   | 17–22 | Чер 2022 | French Open, Франція                              | Grand Slam   | Ґрунт      | Аустін Крайчек      | Марсело Аревало Жан-Жульєн Роєр      | 7–6(7–4), 6–7(5–7), 3–6    |
| Поразка   | 17–23 | Сер 2022 | Washington Open, US                               | 500 Series   | Тверде     | Аустін Крайчек      | Нік Киріос Джек Сок                  | 5–7, 4–6                   |
| Поразка   | 17–24 | Жов 2022 | Firenze Open, Італія                              | 250 Series   | Тверде (i) | Аустін Крайчек      | Ніколя Маю Едуар Роже-Васселен       | 6–7(4–7), 3–6              |
| Перемога  | 18–24 | Жов 2022 | Tennis Napoli Cup, Італія                         | 250 Series   | Тверде     | Аустін Крайчек      | Меттью Ебден Джон Пірс (тенісист)    | 6–3, 1–6, [10–8]           |
| Перемога  | 19–24 | Жов 2022 | Swiss Indoors, Швейцарія (2)                      | 500 Series   | Тверде (i) | Аустін Крайчек      | Ніколя Маю Едуар Роже-Васселен       | 6–4, 7–6(7–5)              |
| Поразка   | 19–25 | Лис 2022 | Paris Masters, Франція                            | Masters 1000 | Тверде (i) | Аустін Крайчек      | Веслі Колхоф Ніл Скупскі             | 6–7(5–7), 4–6              |
| Поразка   | 19–26 | Січ 2023 | Adelaide International, Австралія                 | 250 Series   | Тверде     | Аустін Крайчек      | Марсело Аревало Жан-Жульєн Роєр      | Walkover                   |
| Перемога  | 20–26 | Лют 2023 | Rotterdam Open, Нідерланди (2)                    | 500 Series   | Тверде (i) | Аустін Крайчек      | Роган Бопанна Меттью Ебден           | 7–6(7–5), 2–6, [12–10]     |
| Перемога  | 21–26 | Кві 2023 | Monte-Carlo Masters, Монако                       | Masters 1000 | Ґрунт      | Аустін Крайчек      | Ромен Арнеодо Зам Вайсборн           | 6–0, 4–6, [14–12]          |
| Перемога  | 22–26 | Чер 2023 | French Open, Франція (2)                          | Grand Slam   | Ґрунт      | Аустін Крайчек      | Сандер Жіє Йоран Вліґен              | 6–3, 6–1                   |
| Перемога  | 23–26 | Чер 2023 | Queen's Club Championships, Велика Британія       | 500 Series   | Трава      | Аустін Крайчек      | Тейлор Фріц Їржі Легечка             | 6–4, 6–7(5–7), [10–3]      |
| Поразка   | 23–27 | Чер 2023 | Eastbourne International, Велика Британія         | 250 Series   | Трава      | Аустін Крайчек      | Нікола Мектич Мате Павич             | 4–6, 2–6                   |
| Перемога  | 24–27 | Жов 2023 | China Open, КНР                                   | 500 Series   | Тверде     | Аустін Крайчек      | Веслі Колхоф Ніл Скупскі             | 6–7(12–14), 6–3, [10–5]    |
| Поразка   | 24–28 | Бер 2024 | Dubai Tennis Championships, UAE                   | 500 Series   | Тверде     | Аустін Крайчек      | Таллон Ґрікспор Ян-Леннард Штруфф    | 4–6, 6–4, [6–10]           |
| Поразка   | 24–29 | Бер 2024 | Відкритий чемпіонат Маямі з тенісу, США           | Masters 1000 | Тверде     | Аустін Крайчек      | Роган Бопанна Меттью Ебден           | 7–6(7–3), 3–6, [6–10]      |
| Поразка   | 24–30 | Лис 2024 | Belgrade Open, Сербія                             | 250 Series   | Тверде (i) | Skander Mansouri    | Джеймі Маррі Джон Пірс (тенісист)    | 6–3, 6–7(5–7), [9–11]      |

## Зовнішні посилання
- Досьє на сайті ATP [Архівовано 12 червня 2018 у Wayback Machine.]

## Виноски
1. 1 2  Association of Tennis Professionals website

| Тенісист | Це незавершена стаття про тенісиста чи тенісистку. Ви можете допомогти проєкту, виправивши або дописавши її. |